# Chiesa del Galgario
La chiesa di San Francesco da Paola conosciuta come la chiesa del Galgario si trova nella parte bassa della città di Bergamo in via del Galgario, in prossimità della torre omonima, della ex caserma Francesco Nullo e di via Alberto Pitentino. È intitolata alla Presentazione di Gesù al Tempio.

## Storia
Nel 1212 i monaci dell'ordine degli umiliati risultano presenti nella città orobica, probabilmente erano presenti ancora prima della suddivisione in tre ordini operata del 1201, dal papa Innocenzo III. Avevano fondato la "domus communis" dei Santi Simone e Giuda, scegliendo di costruire un convento con la chiesa intitolata alla Madonna e agli Ognissanti, grazie al vescovo Giovanni Tornielli, in prossimità delle mura cittadine e nella vicinanza di una fonte d'acqua. In quell'esatta posizione il canale Serio passava sotto il torrente Morla attraverso la cosiddetta Veggia, una conduttura che dava il nome anche ai mulini vicina, quest'acqua inoltre era molto ricca di calcare (calcherium), da qui la denominazione di chiesa del Galgario, perché vi era in prossimità un forno per la fabbricazione di calce da qui il calcare.
I fabbricati furono quindi costruiti sul punto di ricongiungimento di due corsi d'acqua. La Roggia Serio Grande, che permetteva la regolazione delle acque e il loro confluimento, era stata costruita da Alberto Pitentino al termine del XII secolo, a lui si deve quindi la possibilità di costruire attività nelle zone alle porte della città. Qualcuno, contrariamente, ritiene che il termine Galgario venga dal verso dei galli che sono affrescati sul soffitto del portico.

### Gli umiliati e l'attività della lana a Bergamo

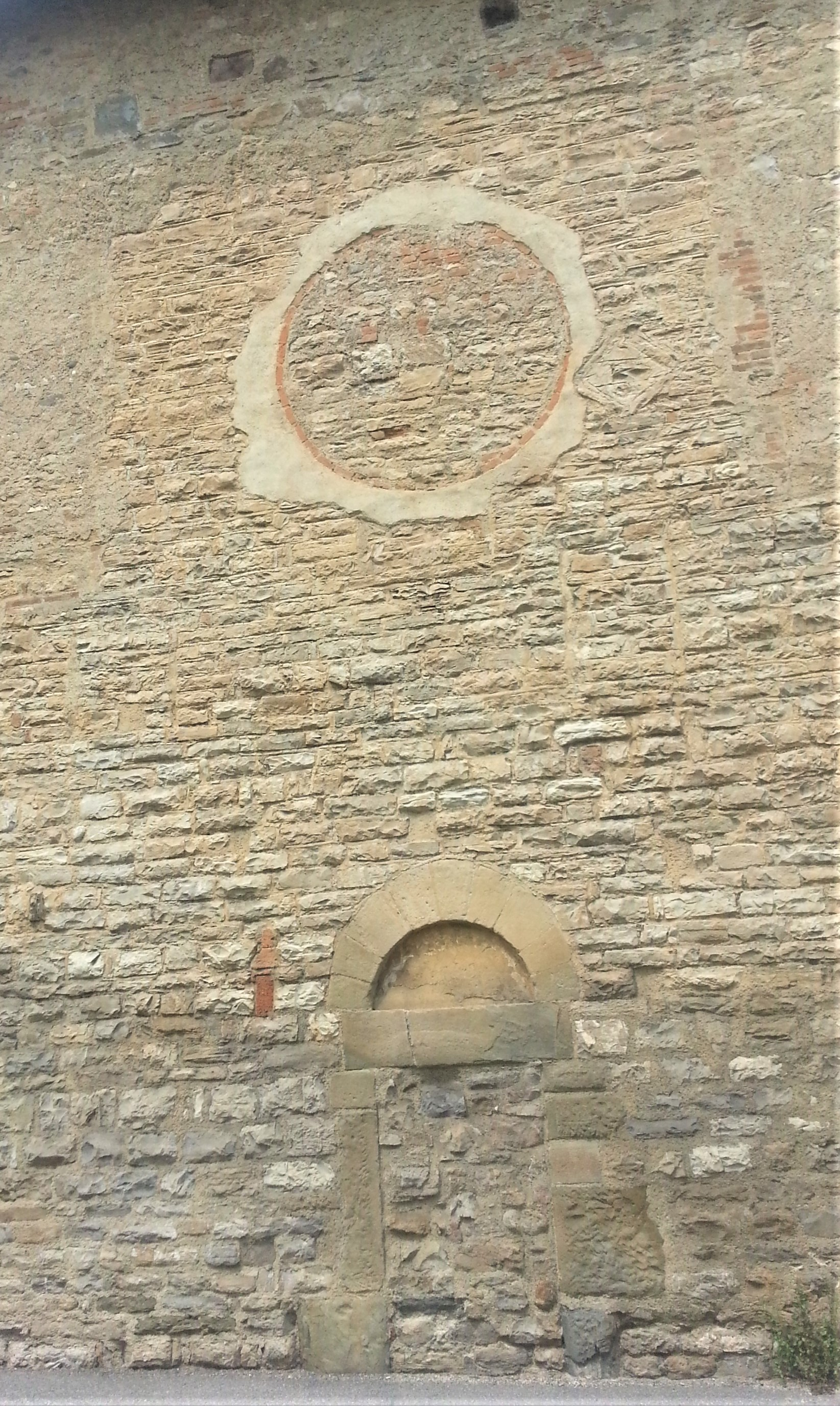
Entrata trecentesca della chiesa di Santa Maria e Ognissanti

La comunità del Galgario, installatasi nel 1212, fu la prima dell'ordine degli umiliati presente sul territorio di Bergamo. Era guidata da un prepositus e da una ministra, vi era quindi la presenza di monaci di entrambi i sessi, anche se quello femminile era sicuramente subordinato da quello maschile. I documenti però riportano il consenso sulle decisioni del capitolo di fratrum et sororum. Il ruolo era differente, le donne si occupavano prevalentemente di filatura e tessitura mentre agli uomini era dato il faticoso compito della follatura. L'attività della lavorazione della lana terminava con la confezione di indumenti, risulta infatti un pagamento di 32 soldi imperiali, per la confezione di sette paia di pantaloni di panno colorato nel marzo del 1297 ad un certo abitante di borgo Sant’Andrea. Questa informazione è molto importante, perché conferma che nel convento vi fosse una tintoria. Gli indumenti che indossavano i monaci non potevano essere colorati, ma dovevano mantenere il colore originale della lana, era questa una regola imposta dall'ordine, ma il commercio richiedeva cambiamenti e rinnovamenti, da qui la tintura dei panni di lana e la loro confezione. Dallo studio di Maria Teresa Brolis si desume che questa parte della lavorazione era presente sempre all'interno del monastero come cita un documento tenctoria fratrum de Gargare.
I monaci si dedicarono alla follatura e lavorazione della lana, indispensabile per loro la ricchezza di quelle acque. La lavorazione della lana e la fabbricazione di panni di lana erano un'attività molto presente sul territorio e porteranno infatti a Bergamo grande ricchezza anche nei secoli successivi.

### Minimi di san Francesco
Nel 1570 fu soppresso l'ordine dagli umiliati e il convento passò dall'abate Tasso della Commenda dei Santi Simone e Giuda "della Mansione nel 1638 ai minimi di san Francesco da Paola che, solo un secolo dopo, rinnovarono l'edificio, lasciando del precedente ben poche tracce. Il lavoro di ricostruzione della chiesa fu affidato dal padre Giovanni Olmi da Pistoia a Giovan Battista Caniana nel 1735. 

Fra i frati del convento importante fu Giuseppe Ghislandi, è infatti conosciuto con l'appellativo di Fra' Galgario.
Nel 1797 con l'avvento dell'occupazione francese e la repubblica Cisalpina gli ordini monastici furono soppressi, anche se dal 1803 al 1819, viene registrate nel convento la presenza delle convertite di san Francesco I locali furono poi adibiti a caserma e ad attività civili, ritornando a divenire luogo di culto nel 1957, con la consacrazione del 18 maggio dal vescovo Giuseppe Piazzi.
Dal 1875 gli edifici sono di proprietà del demanio, ma vi è un accordo che permetterà una permuta tra la Chiesa di San Michele all'arco ora adibita ad archivio della Biblioteca Angelo Mai ma ancora di proprietà della curia vescovile, trasferendola al comune in cambio dell'acquisizione della proprietà della chiesa del Galgario.

## Descrizione
La chiesa si presenta con la facciata settecentesca di Giovan Battista Caniana di stile barocco, con il portale in marmo di Zandobbio, poco rimane di quella originaria, solo sulla parte laterale sono visibile un ovale e una porta entrambi murati ma che facevano parte della chiesa primitiva. L'interno si presenta a un'unica navata completamente decorata a stucchi, con due altari per ogni lato, e una particolare cupola sul transetto laterale affrescata con figure allegoriche e disegni floreali.
Il chiostro ad archi settecenteschi, sempre opera del Caniana, conserva pochissime tracce di affreschi risalenti al XIII secolo.